# Homeopatía
La homeopatía (del griego ὅμοιος [hómoios], ‘igual’, y πάθος [páthos], ‘dolencia’) es un sistema de medicina alternativa creado en 1796 por Samuel Hahnemann basado en su doctrina de «lo similar cura lo similar» (similia similibus curantur), que sostiene que una sustancia que causa los síntomas de una enfermedad en personas sanas curará lo similar en personas enfermas. La homeopatía es una pseudociencia: una creencia que es presentada falsamente como ciencia. Las preparaciones homeopáticas no son efectivas para tratar ninguna enfermedad, por lo que también debe designarse como pseudoterapia. Estudios a gran escala han demostrado que los productos homeopáticos no son más efectivos que los placebos, lo que indica que cualquier sensación positiva posterior al tratamiento solo se debe al efecto placebo y la recuperación normal de la enfermedad.
Hahnemann creía que las causas subyacentes de las enfermedades eran fenómenos que llamó miasmas y que los remedios homeopáticos actuaban sobre ellos. Estos son preparados por diluciones sucesivas de la sustancia elegida en alcohol o agua destilada, seguidas de un golpe enérgico a un cuerpo elástico (usualmente un libro encuadernado en cuero). Usualmente, la dilución continúa mucho más allá del punto donde ya no permanecen moléculas de la sustancia original.Los homeópatas seleccionan las preparaciones consultando libros de referencia conocidos como repertorios y considerando la totalidad de los síntomas de los pacientes, rasgos de personalidad, estado físico y psicológico y el currículum.
La homeopatía no es un sistema de tratamiento verosímil, ya que sus dogmas sobre cómo actúan los medicamentos, la enfermedad, el cuerpo humano, los líquidos y las soluciones han sido refutados por gran número de descubrimientos en los ámbitos de la biología, psicología, física y química realizados en los dos siglos posteriores a su invención. Aunque algunos ensayos clínicos producen resultados positivos, múltiples revisiones sistemáticas revelan que se deben al azar, métodos de investigación defectuosos y sesgo de información. La persistencia de la práctica homeopática, a pesar de la evidencia de que no funciona, se ha criticado como no ética debido a que desalienta el uso de tratamientos efectivos y la Organización Mundial de la Salud alertó contra su empleo para tratar enfermedades graves, como el sida o la malaria. La insistencia de su uso, a pesar de la ausencia de evidencia sobre su eficacia, ha llevado a caracterizarla dentro de las comunidades científica y médica como tontería, quackery o farsa.
Ha habido cuatro grandes evaluaciones de la homeopatía por organismos nacionales e internacionales: el National Health and Medical Research Council (NHMRC) australiano, la Comisión de Ciencia y Tecnología de la Cámara de los Comunes del Reino Unido y la Oficina Federal de Salud Pública de Suiza. Cada uno de ellos ha concluido que la homeopatía es ineficaz y desaconsejaron continuar financiándola. El Servicio Nacional de Salud británico (NHS) anunció una política de no financiar la medicina homeopática debido a que es un «mal uso de recursos». Pidieron al Departamento de Salud agregar los remedios homeopáticos a la lista negra de ítems de prescripción prohibida, y el NHS cesó el financiamiento de productos homeopáticos en noviembre de 2017.

## Historia

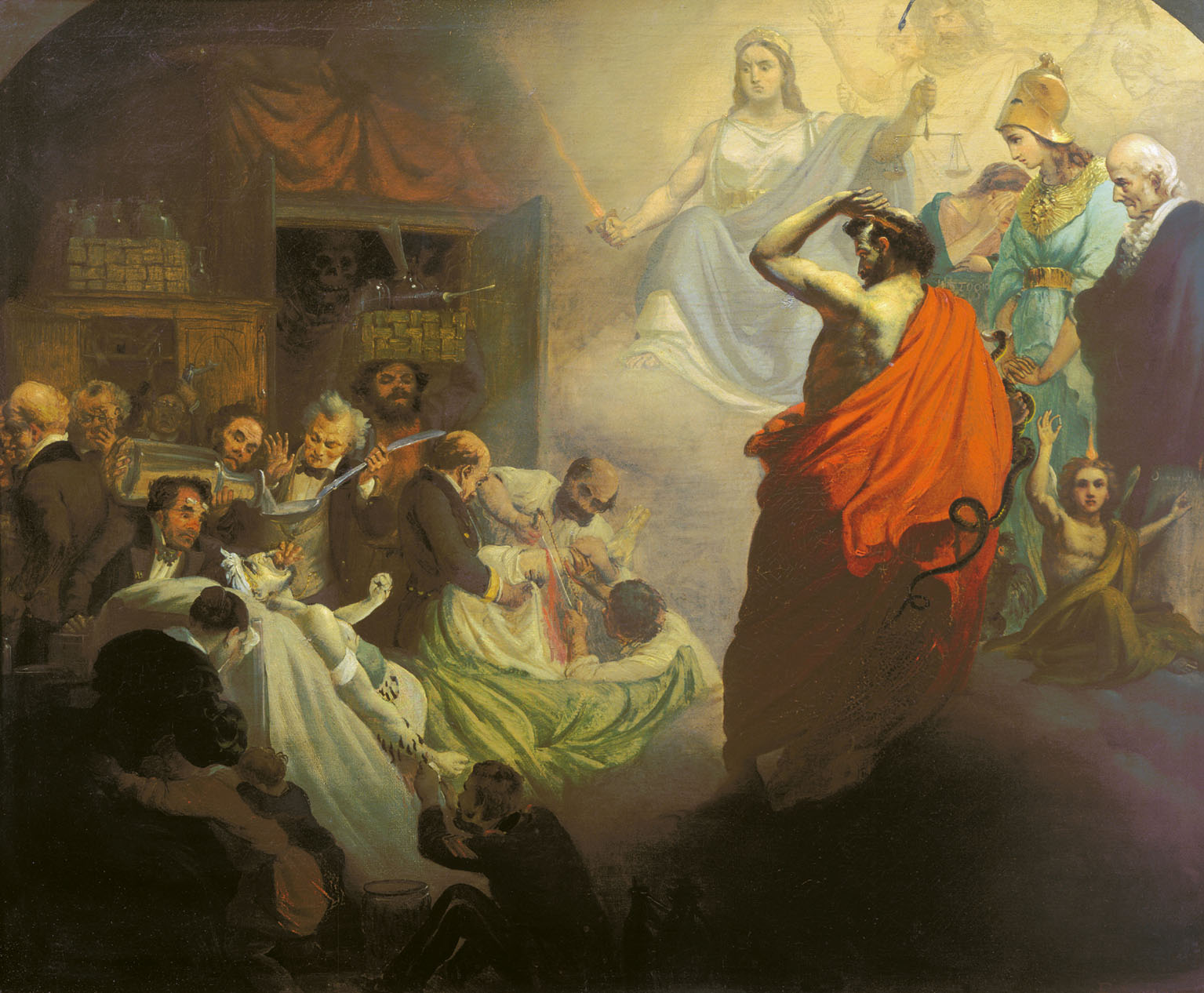
Cuadro de 1857 por Alexander Beydeman mostrando figuras históricas y personificaciones de la homeopatía que observan la brutalidad de la medicina del.

### Contexto histórico
Los homeópatas afirman que Hipócrates pudo haber originado la homeopatía alrededor del año 400 a. C. cuando prescribió una pequeña dosis de raíz de mandrágora para tratar la manía, sabiendo que la produce en dosis mucho más grandes. En el siglo XVI, el pionero de la farmacología Paracelso declaró que pequeñas dosis de "lo que enferma al hombre, también lo cura". Samuel Hahnemann (1755-1843) le dio su nombre a la homeopatía y expandió sus principios a finales del siglo XVIII. En ese tiempo, la medicina dominante -hoy llamada "medicina heroica"- usaba métodos como la sangría y la purgación, y administraba complejas mezclas, como la triaca veneciana, que estaba compuesta por 64 sustancias, incluido el opio, la mirra y la carne de víbora.
 Estos tratamientos a menudo empeoraban los síntomas y a veces resultaban letales. Hahnemann rechazó estas prácticas, que habían sido elogiadas por siglos, como irracionales y desaconsejables; en su lugar, defendía el uso de medicamentos únicos a dosis más pequeñas y sostenía una opinión inmaterial y vitalista sobre cómo funcionan los organismos vivos, pues creía que las enfermedades tenían causas espírituales además de físicas.

### El concepto de Hahnemann

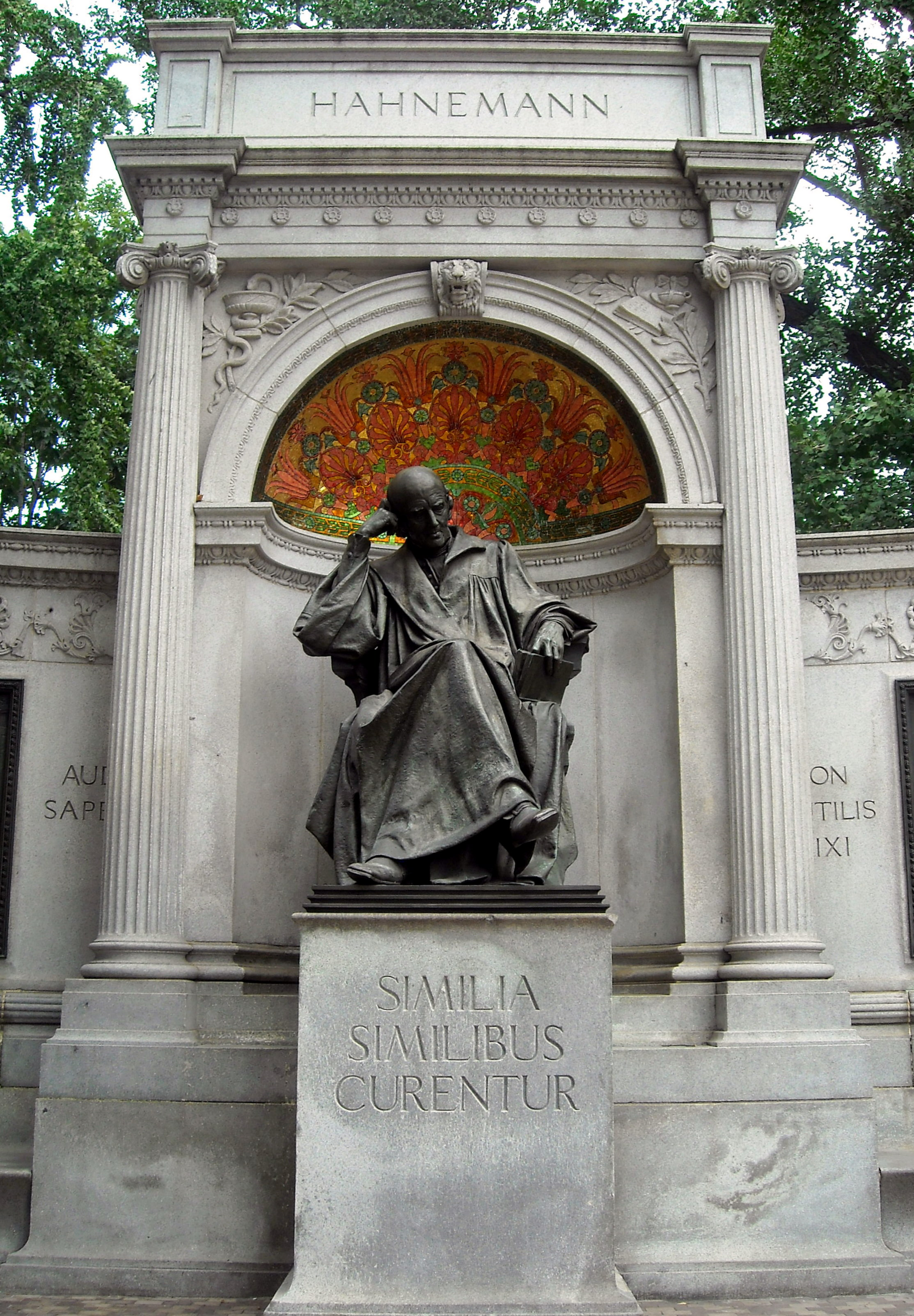
Samuel Hahnemann Monument, Washington D. C. con "Similia similibus curentur" (lo similar cura lo similar).

El término "homeopatía" fue acuñado por Hahnemann y se publicó por primera vez en 1807.
Hahnemann concibió la homeopatía mientras traducía al alemán un tratado de medicina escrito por el médico y químico escocés William Cullen. Escéptico de la teoría de Cullen respecto al uso de la quina para curar la malaria, Hahnemann ingirió su corteza solo para investigar qué sucedería. Experimentó fiebre, escalofríos y dolor articular: síntomas similares a los de la malaria. A partir de esto, llegó a creer que todos los medicamentos efectivos producen en individuos sanos síntomas similares a aquellos de las enfermedades que tratan, de acuerdo con la "ley de los similares" que habían propuesto los médicos antiguos. Un informe publicado en 1861 sobre los efectos de comer corteza de quina, realizado por Oliver Wendell Holmes, no consiguió reproducir los síntomas que declaró Hahnemann.: 128 La ley de los similares de Hahnemann es un postulado más que una ley científica.
Las obras científicas posteriores demostraron que la quina cura la malaria porque contiene quinina, sustancia que mata al parásito causante de la enfermedad (Plasmodium falciparum). Su mecanismo de acción no guarda relación con los síntomas del cinconismo.

#### "Comprobaciones"
Hahnemann empezó a examinar qué efectos producía cada sustancia en el hombre, un procedimiento que luego se conocería como "comprobación homeopática". Estos exámenes requerían que los sujetos evaluaran los efectos de la ingestión de sustancias mediante el registro claro de todos sus síntomas, además de las enfermedades secundarias junto con las que aparecieron. Publicó una colección de comprobaciones en 1805 y una segunda con 65 remedios se incluyó en su libro Materia Medica Pura (1810).
Debido a que Hahnemann creía que dosis altas de los medicamentos que causaban síntomas similares solo agravarían la enfermedad, abogó por disoluciones extremas. Ideó una técnica para preparar disoluciones que creía preservarían las propiedades terapéuticas de la sustancia a la vez que removían sus efectos perniciosos. Creía que el proceso despertaba y aumentaba "los poderes médicos tipo espíritu de las sustancias crudas". Reunió y publicó un completo resumen de su nuevo sistema médico en su libro Organon del arte de curar (1810), cuya sexta edición, escrita en 1842 y publicada póstumamente en 1921, aún es usada por los homeópatas actuales.

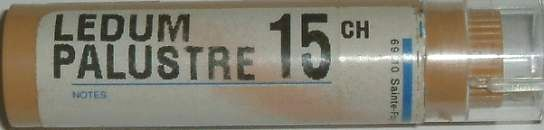
Un remedio homeopático a partir de té marsh: la dilución «15C» significa que la solución original fue diluida a 1/100^{15} (1/10^{30}) de su concentración original. Dado que existen varios órdenes de magnitud inferiores a 10^{30} moléculas en el recipiente, la probabilidad de que contenga incluso una única molécula de la hierba original es extremadamente baja.

#### Miasmas y enfermedad
En Organon del arte de curar, Hahnemann introdujo el concepto de "miasmas" como "principios infecciosos" subyacentes a las enfermedades crónicas. Asoció cada miasma con enfermedades específicas y pensó que la exposición inicial a los miasmas causa síntomas locales, como enfermedades dérmicas o venéreas. Sin embargo, si estos síntomas fueran suprimidos por medicación, la causa se adentraría y empezaría a manifestarse en enfermedades de los órganos internos. La homeopatía sostiene que el tratamiento de las enfermedades mediante el alivio de sus síntomas, lo que a veces se realiza en la medicina científica, es inefectivo porque todas "las enfermedades pueden por lo general rastrearse a alguna tendencia latente, profundamente arraigada, subyacentemente crónica o inherente". El supuesto miasma subyacente aún continúa y las enfermedades profundas solo podrían corregirse removiendo la perturbación interior de la fuerza vital.
Hahnemann originalmente postuló solo tres miasmas, de los cuales el más importante era la psora ("picazón" en griego), descrita como relacionada con cualquier enfermedad picante de la piel, supuestamente proveniente de la supresión de la sarna, y afirmó que era la base de muchas otras enfermedades. Creía que la psora era la causa de enfermedades como la epilepsia, el cáncer, la ictericia, la sordera y las cataratas. Desde los tiempos de Hahnemann, se han propuesto otros miasmas, algunos de los cuales reemplazan una o más funciones propuestas para la psora, incluido el miasma tuberculosis y el miasma cáncer.
La ley de susceptibilidad implica que una mentalidad negativa puede atraer hipotéticas entidades morbosas llamadas "miasmas" para invadir el cuerpo y producir los síntomas de las enfermedades. Hahnemann rechazó la noción de que una enfermedad es una entidad independiente o invasora, e insistió en que siempre era parte del "organismo completo". Acuñó la expresión "medicina alopática", que fue usada peyorativamente para referirse a la medicina occidental tradicional.
Su teoría de los miasmas sigue siendo discutida y controvertida dentro de la homeopatía incluso en la actualidad. La teoría de los miasmas ha sido criticada como una explicación desarrollada por Hahnemann para preservar el sistema de la homeopatía frente a los fracasos terapéuticos y por ser inadecuada para cubrir los varios cientos de clases de enfermedad, además porque fracasa en explicar las predisposiciones a enfermar, la genética, los factores ambientales y la historia clínica única de cada paciente.: 148–9 

### SigloXIX: salto a la popularidad y crítica temprana
La homeopatía logró su mayor popularidad en el siglo XIX. Fue introducida a los Estados Unidos en 1825 por Hans Birch Gram, un estudiante de Hahnemann. La primera escuela homeópata en dicho país se inauguró en 1835 y se estableció la primera asociación médica nacional de EE. UU., la American Institute of Homeopathy, en 1844. A través del siglo XIX, docenas de instituciones homeopáticas nacieron en Europa y los Estados Unidos. En 1900, existían 22 escuelas homeopáticas y 15 000 practicantes solo en los Estados Unidos. Debido a que la práctica médica de la época se basaba en inefectivos y a menudo peligrosos tratamientos, los pacientes de los homeópatas a menudo tenían mejores resultados que aquellos de los médicos en ese tiempo. Los remedios homeopáticos, aunque inefectivos, causaría casi seguramente ningún daño, por lo que los usuarios de la homeopatía tenían menos probabilidad de morir por el tratamiento que se suponía los mejoraría. El éxito relativo de la homeopatía en el siglo XIX pudo haber conducido al abandono de los tratamientos inefectivos y nocivos de la sangría y la purgación y haber empezado la tendencia hacia una medicina más efectiva y científica. Una razón de su auge fue su aparente éxito en tratar enfermos por epidemias infecciosas. Durante las epidemias del siglo XIX, como el cólera, las tasas de letalidad a menudo eran inferiores en los hospital homeopáticos que en los hospitales convencionales, donde el tratamiento vigente era a menudo dañino y poseía poco o ningún efecto para combatir las enfermedades.
Desde sus comienzos, no obstante, la homeopatía fue criticada por la comunidad científica. Sir John Forbes, médico de la Reina Victoria, dijo en 1843 que las dosis extremadamente pequeñas de la homeopatía eran con frecuencia ridiculizadas como inútiles, "un atentado a la razón humana". James Young Simpson dijo en 1853 sobre ellas: "Ningún veneno, sin importar si es fuerte o poderoso, en su mil millónesima o quintillonésima parte podría afectar en ningún grado al hombre o dañar a una mosca". Oliver Wendell Holmes, Sr., médico y autor estadounidense del siglo XIX, también fue un crítico público de la homeopatía y publicó un ensayo titulado Homœopathy and Its Kindred Delusions (1842, La homeopatía y sus engaños similares). En 1867, los miembros de la Sociedad Francesa de Homeopatía notaron que algunos de los homeópatas líderes de Europa no solo estaban abandonando la práctica de administrar dosis infinitesimales, sino que ya tampoco las defendían. La última escuela estadounidense dedicada exclusivamente a la enseñanza de la homeopatía cerró en 1920.

### Renacimiento en elsigloXX
De acuerdo con Paul Ulrich Unschuld, el régimen nazi en Alemania estaba fascinado con la homeopatía y gastó grandes sumas de dinero en investigar sus mecanismos, pero sin lograr un resultado positivo. Unschuld añadió que la homeopatía no volvió a enraizarse en los Estados Unidos, pero permaneció más arraigada en el pensamiento europeo.
En los Estados Unidos, la Food, Drug, and Cosmetic Act (Ley de alimentos, medicamentos y cosméticos) de 1938 (propuesta por Royal Copeland, senador por Nueva York y médico homeópata) reconoció los remedios homeopáticos como medicamentos. En la década de 1950, existían solo 75 practicantes exclusivamente de homeopatía en el país. Sin embargo, en la segunda mitad de los años 1970, la homeopatía resurgió y las ventas de algunas compañías homeopáticas se incrementaron diez veces. Algunos homeópatas le atribuyen su renacimiento al homeópata griego George Vithoulkas, quien realizó "una gran cantidad de investigación para actualizar los escenarios y refinar las teorías y prácticas de la homeopatía" desde dicha década, pero Ernst y Singh consideran que está asociado a la aparición del movimiento New Age. Sea cual sea la razón, la industria farmacéutica reconoció el potencial comercial de vender remedios homeopáticos.
Bruce Hood ha argumentado que el incremento reciente en su popularidad puede deberse a las consultas comparativamente largas que los homeópatas otorgan a sus pacientes y a una preferencia irracional por productos "naturales", que el público piensa que es la base de los remedios homeopáticos.

## Remedios y tratamiento

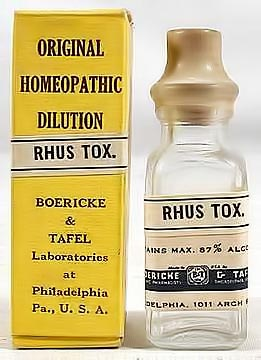
Remedio homeopático Rhus toxicodendron, preparado a partir de hiedra venenosa.

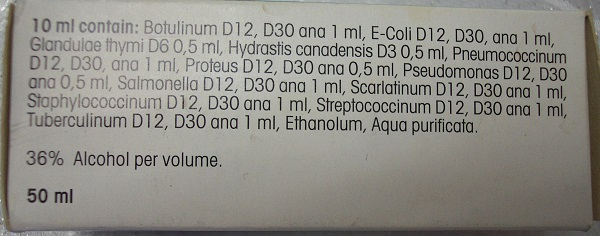
Una preparación hecha a partir de disoluciones decimales de peligrosos materiales como botulismo, E. colli, glándula timoidea de origen no especificado, bacterias pneumonia, pseudomona, proteus, salmonella, escarlatina, estafilococo, estreptococo y tuberculosis. El etanol está mencionado, pues está altamente diluido en alcohol.

Los practicantes de la homeopatía se basan en dos tipos de referencias para prescribir remedios: materia medica y repertorios. Una materia medica homeopática es una colección de "perfiles de remedio", organizados alfabéticamente por "remedio". Estas entradas describen los patrones sintomáticos asociados a remedios individuales. Mientras que un repertorio homeopático es un índice de síntomas de enfermedades que enumera los remedios asociados con síntomas específicos.
La homeopatía usa varias sustancias de origen animal, vegetal y sintético en sus preparaciones. Por ejemplo, el arsenicum album (óxido de arsénico), natrum muriaticum (cloruro de sodio, sal de mesa), Lachesis muta (el veneno de la cascabela muda), opium (opio) y thyroidinum (hormona tiroidea). Además, los homeópatas usan tratamientos llamados "nosodes" (del griego noso, enfermedad) hechos de material infectado o productos patológicos como secreciones fecales, urinarias y respiratorias, sangre y tejidos. Los remedios homeopáticos preparados a partir de especímenes sanos son llamados "sarcodes".
Algunos homeópatas modernos han considerado bases más esotéricas para la preparación de remedios, conocidos como "imponderables" debido a que no se originan a partir de una sustancia, sino de una energía electromagnética que supuestamente fue "capturada" en el alcohol o lactosa. Los ejemplos incluyen rayos X y luz solar. Algunos homeópatas también usan técnicas que son consideradas por otros practicantes como controvertidas. Estas incluyen "remedios de papel", en los que se escribe la sustancia y la disolución en piezas de papel y estas se prenden a la ropa del paciente, se guarda en su bolsillo o se ubican bajo vasos de agua que se les da a los pacientes, además del uso de la radiónica para preparar remedios. Tales prácticas han sido fuertemente criticadas por los homeópatas clásicos como infundadas, especulativas y rayando en la magia y superstición.

### Preparación

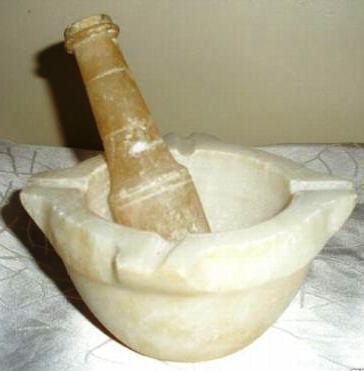
Mortero usado para moler sólidos insolubles, como platino, en los remedios homeopáticos.

En la producción de remedios para las enfermedades, los homeópatas usan un proceso llamado "dinamización" y "potenciación", donde una sustancia es diluida con alcohol o agua destilada y luego es agitada vigorosamente por 10 golpes duros contra un cuerpo elástico, proceso que llaman "sucusión". Hahnemann defendió el uso de sustancias que producían síntomas similares a aquellos de la enfermedad tratada, pero encontró que dosis sin diluir intensificaban los síntomas y exacerbaban, algunas veces causando reacciones tóxicas peligrosas. Por ello especificó que las sustancias fueran diluidas, debido a su creencia que la sucusión activaba la "energía vital" de la sustancia diluida y la hacía más fuerte. Para facilitar la sucusión, Hahnemann le pidió a un artesano de montura que construyera un tablón de madera especial para golpear cubierto en cuero por un lado y relleno con crines.: 31 Sólidos insolubles, como el granito o el platino, se diluyen moliéndolos con lactosa ("trituración").: 23 

### Disoluciones
Existen tres escalas logarítmicas de potencia de común en la homeopatía. Hahnemann creó la escala centesimal o "escala C", diluyendo una sustancia por un factor de 100 en cada etapa. Esta fue la preferida por Hahnemann por la mayor parte de su vida. Una disolución 2C requiere que una sustancia sea diluida a una parte en cien y luego una parte de esta disolución sea nuevamente diluida por el mismo factor. Esto resulta en un preparado con una parte de la sustancia original cada 10 000 partes de solución. Una solución 6C repite el proceso seis veces, lo que concluye con la sustancia original diluida en un factor de 100−6=10−12 (una parte en un billón o 1/1 000 000 000 000). Disoluciones mayores siguen el mismo procedimiento. En la homeopatía, una solución más diluida es descrita como poseedora de una mayor potencia y los homeópatas consideran que las sustancias más diluidas son remedios más fuertes y de acción más profunda. A menudo, el preparado final está tan diluido que es indistinguible del diluyente (agua destilada, azúcar o alcohol puros). Existe también una escala de potencia decimal (anotada como X o D) en la que el remedio es diluido por un factor de 10 en cada etapa.
Hahnemann defendió los preparados 30C para la mayoría de los propósitos (esto es, una disolución con factor de 1060). En su tiempo, era razonable asumir que los remedios podían diluirse indefinidamente, ya que el concepto de átomo o molécula como la unidad más pequeña de una sustancia química recién estaba empezando a ser conocida. Ahora sabemos que la mayor disolución en la que es razonablemente probable encontrar al menos una única molécula de la sustancia original es 1024 (12C en notación homeopática).

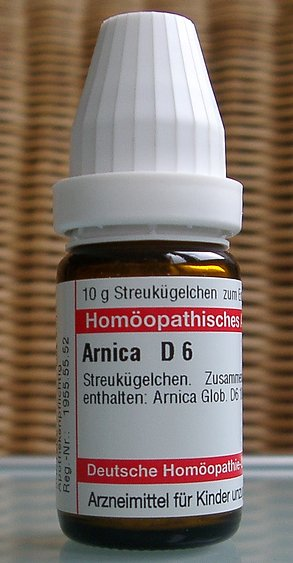
Esta botella contiene arnica montana X6, es decir, una disolución de una parte en un millón (10^{-6}).

Tanto los críticos como los defensores de la homeopatía usualmente intentan ilustrar las disoluciones utilizadas en la homeopatía con analogías. Se dice que Hahnemann bromeó que un procedimiento adecuado para encargarse de una epidemia sería vaciar una botella de veneno en el lago de Ginebra, si pudiese sucusionarse 60 veces. Otro ejemplo es la equivalencia de una disolución 12C a una "pizca de sal en los océanos Atlántico sur y norte", lo que es aproximadamente correcto. Un tercio de una gota de la sustancia original diluida en todas las aguas de la Tierra produciría un remedio con una concentración de alrededor de 13C. Un popular remedio homeopático para la gripe es una disolución 200C de hígado de pato, comercializado bajo la marca Oscillococcinum. Ya que existen alrededor de 1080 átomos en todo el universo observable, una disolución de una molécula en todo el universo sería de alrededor de 40C. Oscillococcinum requeriría por tanto 10320 universos extras para conservar simplemente una única molécula en el producto final. Es por estas razones que las disoluciones altas, de uso típico, son consideradas como el aspecto más controvertido e inverosímil de la homeopatía.
No todos los homeópatas defienden las disoluciones altas en extremo. Remedios de potencias bajo 4X son consideradas una importante parte de la herencia homeopática. Muchos de los homeópatas tempranos fueron originalmente médicos y generalmente usaban disoluciones bajas como 3X o 6X y raramente iban más allá de 12X. La separación entre disoluciones bajas y altas se derivaba de actitudes ideológicas. Aquellos que preferían las disoluciones bajas enfatizaban la patología y un fuerte lazo a la medicina convencional, mientras que aquellos que preferían las disoluciones altas destacaban la fuerza vital, los miasmas y una interpretación espiritual de la enfermedad. Algunos productos con tales disoluciones relativamente bajas continúan vendiéndose, pero al igual que su contraparte alta, no han demostrado tener un efecto superior al de un placebo.

### «Comprobaciones»
Una comprobación homeopática es el método mediante el cual se determina el perfil de un remedio homeopático.
Inicialmente Hahnemann usó dosis no diluidas para el procedimiento, pero luego abogó por aquellas con remedios 30C, mientras que la mayoría de las comprobaciones modernas son realizadas con preparados ultradiluidos en los que es altamente improbable encontrar una sola molécula original siquiera. Durante el proceso de comprobación, Hahnemann administró remedios a voluntarios sanos y los síntomas resultantes eran reunidos por observadores en un "perfil del remedio". Se observaba a los voluntarios por meses y se les hacía escribir extensos diarios detallando sus síntomas y la hora de aparición a lo largo del día. Tenían prohibido consumir café, té, especias o vino durante la duración de la comprobación, además de jugar ajedrez debido a que Hahnemann lo consideraba "demasiado excitante", aunque podían beber cerveza y se les alentaba realizar ejercicio moderado. Después que el experimento finalizaba, Hahnemann les hacía jurar que habían escrito la verdad y los interrogaba extensivamente sobre sus síntomas.
Se ha descrito a las comprobaciones como importantes en el desarrollo del ensayo clínico, debido a su uso temprano de grupos de control, procedimientos sistemáticos y cuantitativos simples y una de las primeras aplicaciones de la estadística a la medicina. Ocasionalmente los largos registros de autoexperimentación de los homeópatas han sido útiles en el desarrollo de medicamentos modernos: por ejemplo, la evidencia de que la nitroglicerina podría ser útil en el tratamiento para la angina fue descubierto leyendo las comprobaciones homeopáticas, aunque los propios homeópatas nunca la usaron anteriormente para este propósito.
El primer registro de comprobaciones fue publicado por Hahnemann en Ensayo sobre un nuevo principio (1796).
Su Fragmenta de Viribus (1805) contiene los resultados de 27 comprobaciones y su Materia Medica Pura (1810) tiene 65. Para Lectures on Homoeopathic Materia Medica (1905) de James Tyler Kent, 217 sustancias fueron sometidas a comprobaciones y otras nuevas son continuamente agregadas a las versiones contemporáneas.
Aunque el procedimiento de la comprobación tiene similitudes superficiales con los ensayos clínicos, es fundamentalmente diferente en que el proceso es subjetivo, no es ciego y es improbable que las comprobaciones modernas tengan niveles farmacológicamente activos de la sustancia a comprobar. Ya en 1842, Holmes observó que las comprobaciones eran tremendamente vagas y los supuestos efectos de las sustancias no se repetían entre los diferentes sujetos.

### Examen y repertorios

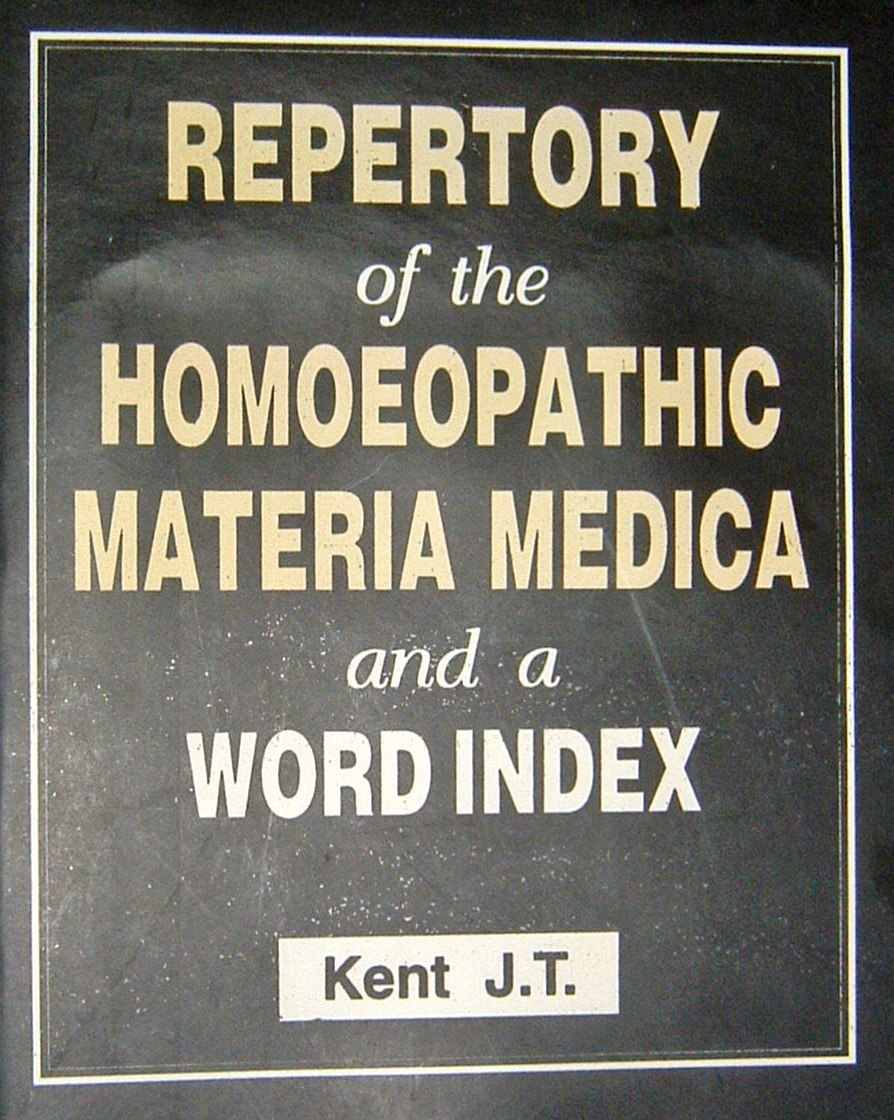
Repertorio homeopático por James Tyler Kent.

Los homeópatas generalmente comienzan con exámenes detallados de las historias de sus pacientes, incluidas preguntas acerca de su estado físico, mental y emocional, sus circunstancias de vida y cualquier otra enfermedad física o emocional. Luego intentan traducirlo en una fórmula compleja de síntomas físicos y mentales, incluido gustos, aversiones y predisposiciones innatas e incluso tipo sanguíneo.
A partir de estos datos, el homeópata elige cómo tratar al paciente. Una compilación de informes sobre varias comprobaciones homeopáticas, complementada con datos clínicos, es conocida como "materia medica homeopática". Pero debido a que el practicante necesita primero explorar los remedios para un síntoma particular en lugar de buscar los síntomas para cierto remedio, el "repertorio homeopático" (un índice de síntomas) enumera junto a cada síntoma los remedios asociados a este. Los repertorios a menudo son muy extensos y pueden incluir información extraída de múltiples fuentes de materia medica. A menudo existe un debate agitado entre los compiladores de repertorios y los practicantes sobre la veracidad de alguna inclusión particular.
El primer índice sintomático del materia medica homeopático fue compuesto por Hahnemann. Poco después, uno de sus estudiantes, Clemens von Bönninghausen, creó el Libro terapéutico de bolsillo, otro repertorio homeopático. El primer repertorio de este tipo fue Symptomenkodex (1835) por Georg Jahr, publicado en alemán y el primer repertorio en traducirse al inglés (1838) por Constantine Hering como Repertory to the more Characteristic Symptoms of Materia Medica (Repertorio de los síntomas más característicos de materia medica). Esta versión se centró menos en las categorías de enfermedad y sería el precursor de las obras tardías de Kent.
Consiste en tres grandes volúmenes. Tales repertorios incrementaron en tamaño y detalles con el pasar del tiempo.
Existe cierta diversidad en el enfoque terapéutico entre los homeópatas. Los "homeópatas clásicos" generalmente recurren a exámenes detallados sobre la historia del paciente y a dosis cambiantes de un único remedio mientras el paciente es observado por mejoras en sus síntomas. Por otro lado, los "homeópatas clínicos" utilizan combinaciones de remedios para recetar distintos síntomas de una enfermedad.

### Píldoras

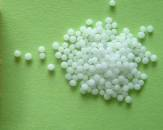
Píldoras del preparado homeopático Oscillococcinum.

Las píldoras homeopáticas están hechas de una sustancia inerte (a menudo azúcar, típicamente lactosa) infundida por una gota de una preparación homeopática.

La homeopatía se trata de hacer diluciones extremas y una vez hechas se espolvorean sobre una pastilla de azúcar. Si miras la composición es azúcar, si miras su precio, parece que haya sido el mismo Fidel Castro el que haya ido a cortar la caña.
José Miguel Mulet

### Ingredientes "activos"
La lista de ingredientes etiquetados en los remedios puede confundir a los consumidores al hacerles creer que el producto realmente contiene esos ingredientes. De acuerdo a la práctica homeopática normal, los remedios son preparados comenzando con un ingrediente activo que es diluido repetidamente hasta el punto donde el producto final ya no contiene ningún ingrediente biológicamente "activo", como el término es usualmente definido.
James Randi y la Campaña 10:23 han demostrado la ausencia de ingredientes activos en los productos homeopáticos al tomar grandes "sobredosis". Ninguno de los cientos de manifestantes en Reino Unido, Australia, Nueva Zelanda, Canadá y los EE. UU. sufrió daño alguno como consecuencia de su ingesta excesiva y "ninguno se curó de nada tampoco".
Mientras que se observa la ausencia de componentes activos en la mayoría de los productos homeopáticos, existen algunas excepciones como Zicam Cold Remedy, que es comercializado como un remedio "homeopático no aprobado" para el resfrío. Este contiene un número de ingredientes altamente diluidos que son enumerados como "ingredientes activos" en la etiqueta. Algunos de los ingredientes homeopáticos usados en su preparación son galphimia glauca (árnica roja), histamina dihidrocloruro (nombre homeopático histaminum hydrochloricum), Luffa operculata y azufre. Aunque el producto es vendido como "homeopático", contiene dos ingredientes que están solo "ligeramente" diluidos: acetato de zinc (dilución 2X = 1 %) y glucanato de zinc (1X = 10 %), lo que significa que ambos están presentes en concentraciones que contiene ingredientes biológicamente activos. De hecho, son lo suficientemente fuertes para haber causado que algunas personas perdieran su sentido del olfato, una condición llamada anosmia. Debido a que los fabricantes de Zicam lo etiquetaron como un producto homepático (a pesar de las concentraciones relativamente altas de ingredientes activos), está exento de las regulaciones de la FDA por la Dietary Supplement Health and Education Act (DSHEA) de 1994.

### Prácticas y tratamientos relacionados

#### Isopatía
La isopatía es la terapia derivada de la homeopatía creada por Johann Joseph Wilhelm Lux en la década de 1830. Difiere de esta en que los remedios, conocidos como "nosodes", están hechos ya sea de cosas que causan la enfermedad, ya sea de productos de la enfermedad, como pus. Muchas llamadas "vacunas homeopáticas" son una forma de isopatía.

#### Remedios florales
Los remedios florales pueden prepararse colocando flores en agua y exponiéndolas a la luz solar. Las más famosas son las flores de Bach, desarrolladas por el médico y homeópata Edward Bach. Aunque los proponentes de estos remedios comparten su visión vitalista y afirman que los remedios actúan a través de los misma presunta "fuerza vital" de la homeopatía, difieren en el método de preparación. Los remedios de Bach son preparados de maneras "más amables": se pone el agua en cuencos iluminados por el sol y los remedios no se sucusionan. No existe evidencia científica ni clínica convincente que los remedios de plantas de Bach sean efectivos.

#### Uso veterinario
La idea de usar la homeopatía como un tratamiento para los animales o "homeopatía veterinaria" data su inicio mismo: el propio Hahnemann escribió y habló sobre el uso de la homeopatía en animales distintos al humano. La FDA no ha aprobado los productos homeopáticos en la medicina veterinaria en los Estados Unidos. En el Reino Unido, los médicos veterinarios que usan la homeopatía deben pertenecer a la Faculty of Homeopathy y/o la British Association of Homeopathic Veterinary Surgeons. Los animales solo pueden ser tratados por médicos veterinarios cualificados en el Reino Unido y otros países. Internacionalmente, el organismo que apoya y representa a los veterinarios homeopáticos es la International Association for Veterinary Homeopathy.
El uso de la homeopatía en la medicina veterinaria es controvertida. La poca investigación existente al respecto no está a la altura del estándar científico para proveer información confiable sobre su eficiencia. Otros estudios también han encontrado que dar placebos a los animales puede desempeñar un papel activo en influenciar a los dueños para que crean en la efectividad del tratamiento cuando este no existe. La postura de la British Veterinary Association sobre medicinas alternativas es que "no puede respaldar" la homeopatía y la Australian Veterinary Association la incluye en su lista de "terapias ineficaces".
El Department of Environment, Food and Rural Affairs (DeFRA) del Reino Unido ha adoptado una posición robusta contra el uso de remedios "alternativos" para mascotas, incluida la homeopatía.

#### Electrohomeopatía
La electrohomeopatía es un tratamiento creado por el conde Cesare Mattei (1809-1896), quien propuso que diferentes "colores" de la electricidad podían usarse para tratar el cáncer. Popular a finales del siglo XIX, la electrohomeopatía ha sido descrita como una "idiotez total".

## Evidencia y eficacia
La baja concentración de los remedios homeopáticos, los que a menudo carecen incluso de una sola molécula de la sustancia original, ha sido la base de los cuestionamientos sobre sus efectos desde el siglo XIX. Defensores contemporáneos de la homeopatía han propuesto el concepto de la «memoria del agua», según el cual el agua «recuerda» las sustancias mezcladas en ella y transmite los efectos de dichas sustancias al consumirse. Este concepto es inconsistente con el actual entendimiento de la materia y nunca se ha demostrado que la memoria del agua tenga efecto detectable alguno, biológico o de cualquier otro tipo.
Al contrario, la investigación farmacológica ha descubierto que los efectos mayores de un ingrediente activo provienen de dosis mayores, no menores.
Fuera de la comunidad de medicina complementaria y alternativa (MCA), los científicos han considerado hace mucho tiempo la homeopatía como una farsa o pseudociencia y la comunidad médica la considera charlatanería. Existe una ausencia general de evidencia estadística sólida de su eficacia terapéutica, lo que es consistente con la carencia de cualquier agente o mecanismo farmacológico biológicamente verosímil. Se ha invocado a conceptos abstractos de la física teórica para sugerir explicaciones de cómo o por qué los remedios podrían funcionar, incluido el entrelazamiento cuántico, la no-localización cuántica, la teoría de la relatividad y la teoría del caos. Sin embargo, las explicaciones son propuestas por legos en el ámbito y a menudo incluyen especulaciones con usos conceptuales incorrectos, además de no estar apoyadas realmente por la experimentación.: 255–6 Varios de los conceptos claves de la homeopatía están en conflicto con los conceptos fundamentales de la física y la química. El uso del entrelazamiento cuántico para explicar los pretendidos efectos homeopáticos es un «tontería patente», ya que el entrelazamiento es un estado frágil que raramente dura más allá de una fracción de segundo. Por otro lado, mientras que esta propiedad puede producir que ciertos aspectos de partículas subatómicas individuales adquieran estados cuánticos ligados, esto no significa que las partículas se reflejaran o duplicaran la una a la otra, ni causa transformaciones que mejoran la salud.

### Verosimilitud
Los mecanismos propuestos para la homeopatía están imposibilitados de tener efecto alguno debido a las leyes de la física y la química médica.
Las diluciones extremas usadas en las preparaciones homeopáticas a menudo no dejan nada de la sustancia original en el producto final. El mecanismo moderno propuesto por los homeópatas, la memoria del agua, es considerada errónea debido a que el orden de corto alcance del agua solo persiste por alrededor de 1 picosegundo (1 × 10–12 s). La existencia de efectos farmacológicos en la ausencia de cualquier ingrediente activo auténtico es inconsistente con la relación dosis-respuesta observada, característica de los medicamentos (mientras que el efecto placebo es inespecífico y no tiene relación con la actividad farmacológica). El fundamento propuesto para estas diluciones extremas, que el agua tiene «memoria» o la «vibración» del ingrediente diluido, es contrario a las leyes de la química y la física, tales como la ley de acción de masas.

#### Dilución extrema
Las diluciones extremas de la homeopatía impiden la posibilidad de un mecanismo de acción biológicamente verosímil. A menudo sus remedios están diluidos al punto donde ya no quedan moléculas originales en una dosis del producto final. Los homeópatas arguyen que la dilución metódica de una sustancia, empezando con una solución del 10 % o menos y bajando, siempre agitando luego de cada dilución, produce un remedio terapéuticamente activo, en contraste con el agua inerte. Debido a que aun las estructuras no covalentes de mayor longevidad en el agua líquida a temperatura ambiente son estables solo unos pocos picosegundos, los críticos han concluido que cualquier efecto que pudiese haber tenido la sustancia original ya no puede persistir. No se ha encontrado evidencia de grupos de moléculas de agua al estudiar los remedios homeopáticos usando resonancia magnética nuclear.
Es más, debido a que el agua ha estado en contacto con millones de diferentes sustancias a través de su historia, los críticos señalan que el agua es por tanto una dilución extrema de casi cualquier sustancia concebible. Al tomar agua, de acuerdo a la interpretación homeopática, uno recibiría tratamiento para toda enfermedad imaginable. Compárese con la ISO 3696: 1987, esta define un estándar de agua usada en el análisis de laboratorio y permite un nivel de contaminación de diez partes por mil millones, 4C en notación homeopática. Esta agua no puede guardarse en contenedores de vidrio, pues los contaminantes se desprenderían al agua.
Practicantes de la homeopatía sostiene que diluciones más altas, descritas de mayor potencia, producen efectos médicos más fuertes. Esta idea es inconsistente con la relación dosis-respuesta de los fármacos convencionales, donde los efectos dependen de la concentración del ingrediente activo en el cuerpo. Esta relación ha sido confirmada en una miríada de experimentos en organismos tan diversos como nematodos, ratas y humanos.
El físico Robert L. Park, exdirector ejecutivo de la American Physical Society, dijo: «debido a que la mínima cantidad de sustancia en una solución es una molécula, una solución 30C tendría que tener al menos una molécula de la sustancia original disuelta en un mínimo de1 000 000 000 000 000 000 000 000 000 000 000 000 000 000 000 000 000 000 000 000 [1060] moléculas de agua. Esto requeriría un contenedor de más de 30 000 000 000 veces el tamaño de la Tierra». Park también sostuvo que para «esperar obtener tan solo una molécula de la sustancia 'medicinal' supuestamente presente en píldoras 30X, sería necesario tomar unos dos mil millones de ellas, las que totalizarían alrededor de mil toneladas de lactosa más todas las impurezas que la lactosa contenga».
Las leyes de la química expresan que existe un límite de dilución sin que se pierda completamente la sustancia original. Este límite, identificado con el número de Avogadro, es aproximadamente igual a las potencias homeopáticas de 12C o 24X (1 parte en 1024). Las pruebas científicas realizadas por los programas Horizon de la BBC y 20/20 de ABC fueron incapaces de diferenciar las diluciones homeopáticas del agua corriente, incluso cuando se usaron las pruebas propuestas por los propios homeópatas.

### Eficacia

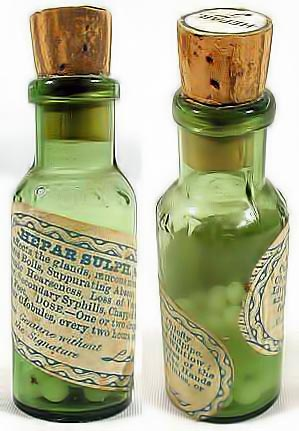
Una vieja botella de Hepar sulph hecha de sulfuro de calcio (CaS).

Ni una sola preparación ha demostrado ser inequívocamente diferente del placebo. La calidad metodológica de la investigación primaria era generalmente baja, con problemas como fallos en el diseño de estudio e informe, pequeños tamaños de la muestra y sesgo de selección. Desde que se ha publicado ensayos de mayor calidad, la evidencia de la eficacia de las preparaciones homeopáticas ha mermado: las pruebas de mayor calidad indican que los remedios homeopáticos en sí no ejercen ningún efecto intrínseco.: 206  Una revisión sistemática realizada en 2010 de todos los estudios pertinentes de «mayor evidencia» realizados por la Colaboración Cochrane concluyó que «la evidencia más confiable –aquella proveniente de las revisiones Cochrane– fracasa en demostrar que las medicamentos homeopáticos tengan efectos más allá del placebo».

#### Sesgo de publicación y otros problemas metodológicos
El hecho de que pruebas controladas aleatorias individuales han dado resultados positivos no está en contradicción con la falta global de evidencia estadística de eficacia. Una pequeña proporción de ensayos clínicos inevitablemente proveen resultados falsos positivos debido al papel del azar: un resultado positivo «estadísticamente significativo» normalmente es adjudicado cuando la probabilidad de que se deba al azar en vez de efectos reales es no mayor a un 5 %; nivel en el que puede esperarse que 1 de cada 20 ensayos muestren un resultado positivo en ausencia de efectos terapéuticos. Además, ensayos de baja calidad metodológica (por ejemplo aquellos con diseño, dirección o información inapropiados) son propensos a arrojar resultados engañosos. En una revisión sistemática de la calidad metodológica de pruebas aleatorias en tres ramas de la medicina alternativa, Linde et al. destacaron graves vicios en el sector homeopático, incluida una pobre aleatorización.
Un problema relacionado es el sesgo de publicación: por un lado los investigadores tienden solo a presentar ensayos con resultados positivos, mientras que por el otro las revistas prefieren publicar resultados positivos. El sesgo de publicación ha sido especialmente marcado en revistas de medicina complementaria y alternativa, donde pocos de los artículos publicados (solo un 5 % durante el 2000) tienden a reportar resultados nulos. En relación con la forma en la que la homeopatía es presentada en la literatura médica, una revisión sistemática encontró señales de sesgo en las publicaciones de ensayos clínicos (referente a una representación negativa en las principales revistas médicas, y viceversa en aquellas de medicina complementaria y alternativa), pero no en las revisiones.
Es mucho más probable que los resultados positivos sean falsos si la probabilidad preliminar de la afirmación bajo prueba es baja.

#### Revisiones sistemáticas y metaanálisis
Tanto los metaanálisis, que combinan estadísticamente los resultados de varias pruebas controladas aleatorias, y otras revisiones sistemáticas de la literatura son herramientas esenciales para resumir la evidencia sobre la eficacia terapéutica. Las revisiones sistemáticas y metaanálisis tempranos de ensayos clínicos que evaluaron la eficacia de los remedios homeopáticos en comparación con placebo tendían más a menudo a generar resultados positivos, pero mostraban un total poco convincente. En particular, las declaraciones de tres grandes metaanálisis advertían a los lectores que no se podía alcanzar conclusiones firmes, debido principalmente a errores metodológicos en los estudios primarios y la dificultad de controlar por sesgo de publicación. La conclusión positiva de uno de los metaanálisis tempranos más prominentes, publicado en The Lancet en 1997 por Linde et al., fue luego reelaborada por el mismo equipo de investigación, quien escribió:

La evidencia de sesgo [en los estudios primarios] debilita las conclusiones de nuestro metaanálisis original. Desde que completamos nuestra búsqueda de literatura en 1995, se ha publicado un número considerable de nuevos ensayos homeopáticos. El hecho de que varios de los nuevos ensayos de alta calidad [...] tengan resultados negativos, y una reciente actualización de nuestra revisión del subtipo de homeopatía más «original» (homeopatía clásica o individualizada), parece confirmar la conclusión de que ensayos más rigurosos tienen resultados menos prometedores. Parece, por lo tanto, probable que nuestro metaanálisis por lo menos sobrestimó los efectos de los tratamientos homeopáticos.

Un estudio posterior por John Ioannidis y otros han demostrado que para los tratamientos sin verosimilitud previa, las posibilidades de que un resultado positivo sea un falso positivo son mucho mayores y que cualquier resultado consistente con la hipótesis nula debe asumirse que es un falso positivo.
En 2002, una revisión sistemática de las revisiones sistemáticas disponibles confirmaron que los ensayos de mayor calidad tendían a tener menos resultados positivos y no halló evidencia convincente de que los remedios homeopáticos ejerzan efectos clínicos diferentes al placebo.
En 2005, la revista médica The Lancet publicó un metaanálisis de 110 ensayos de homeopatía y 110 ensayos homólogos de la medicina convencional, ambos controlados por placebo, en el marco del Programa de evaluación de la medicina complementaria (PEK) del gobierno suizo. El estudio concluyó que sus hallazgos son «compatibles con la noción de que los efectos clínicos de la homeopatía son efectos placebo».
Un metaanálisis de 2006 de seis ensayos que evaluaron si los tratamientos homeopáticos podían reducir los efectos secundarios de la terapia oncológica producto de la radioterapia y quimioterapia halló que había «insuficiente evidencia para sustentar la eficacia clínica de la terapia homeopática en los cuidados del cáncer».
Un análisis sistemático de 2007 de la homeopatía para niños y adolescentes encontró que la evidencia para el trastorno por déficit de atención con hiperactividad y diarrea infantil era mixta. No se halló diferencia frente a placebo para la hipertrofia adenoidea, asma, ni infección del tracto respiratorio alto. La evidencia no fue suficiente para recomendar ninguna intervención terapéutica o preventiva y el retraso en la atención médica puede resultar dañino para el paciente.
En 2011, una revisión sistemática de 25 ensayos que habían experimentado homeopatía para enfermedades psiquiátricas no encontró evidencia de su efecto para la mayoría de las enfermedades y notó que la calidad de los estudios primarios eran en cualquier caso demasiado pobres para extraer conclusión alguna sobre su seguridad o efectividad.
La Biblioteca Cochrane no halló suficiente evidencia clínica para evaluar la eficacia de los tratamientos homeopáticos para el asma, la demencia, trastorno por déficit de atención con hiperactividad o la inducción del parto. Otros investigadores no encontraron evidencia de que la homeopatía sea beneficiosa para la osteoartritis, las migrañas, el dolor muscular de aparición tardía o eccema.
Ha habido varios ensayos clínicos que han puesto a prueba a la homeopatía individualizada. Un análisis de 1998 encontró 32 ensayos que coincidían con los criterios de inclusión, 19 de los cuales fueron controlados por placebo y proveían suficiente información para un metaanálisis. Estos 19 estudios mostraron odds ratio agrupados de 1,17 a 2,23 a favor de la homeopatía individualizada sobre el placebo, pero no se observó diferencia cuando el análisis se limitaba a las pruebas con mejor metodología. Los autores concluyeron que «los resultados de los ensayos aleatorios disponibles sugieren que la homeopatía individualizada tiene un efecto sobre el placebo. La evidencia, sin embargo, no es convincente debido a deficiencias metodológicas e inconsistencias». Jay Shelton, autor de un libro sobre homeopatía, afirmó que se asume sin evidencia que la homeopatía individualizada funciona mejor que las variaciones no clásicas.: 209 
En un artículo de 2012 publicado en Skeptical Inquirer, Edzard Ernst analizó las publicaciones del grupo de investigación que ha publicado la mayoría de los estudios clínicos del tratamiento homeopático entre los años 2005 y 2010. En un total de 11 artículos, publicados tanto en revistas convencionales como de medicina alternativa, se describe tres pruebas clínicas aleatorizadas (un artículo), estudios de cohorte prospectivos sin grupos de control (siete artículos) y estudios de cohorte comparativos con controles (tres artículos). Las enfermedades incluyen un amplio rango de afecciones desde cirugía de rodilla, eccema, migraña, insomnio a «cualquier afección de pacientes la de tercera edad». Las evaluaciones de Ernst hallaron numerosos errores en el diseño, dirección e información. Algunos ejemplos son el poco detalle del tratamiento homeopático real, presentación engañosa de los controles (comparación del tratamiento homeopático más el convencional versus tratamiento convencional, pero presentado como tratamiento homeopático versus convencional) y datos similares en múltiples artículos. Concluyó que la malinterpretación de datos débiles hizo parecer que la homeopatía tiene efectos clínicos, los que pueden ser atribuidos a sesgo o confusión y que el «lector casual puede ser seriamente engañado».

#### Declaraciones de las organizaciones médicas
Las organizaciones como el National Health Service del Reino Unido, la American Medical Association, el FASEB, y el National Health and Medical Research Council de Australia, han concluido que "no existe evidencia de buena calidad que la homeopatía sea efectiva como tratamiento para problema de salud alguno". En 2009, el funcionario Mario Raviglione de la Organización Mundial de la Salud criticó el uso de la homeopatía para tratar la tuberculosis; de igual forma, otro vocero de la OMS argumentó que no existía evidencia que la homeopatía fuese un tratamiento efectivo para la diarrea.
La American College of Medical Toxicology y la American Academy of Clinical Toxicology recomiendan que nadie use la homeopatía como tratamiento frente a una enfermedad o como una medida de salud preventiva. Dichas organizaciones informan que no existe evidencia de que el tratamiento homeopático sea efectivo, pero que existe evidencia de que usar estos tratamientos produce daño y puede conllevar riesgos de salud indirectos al retrasar tratamientos eficaces.

### Explicaciones de los efectos percibidos
Existe una variedad de explicaciones de porqué la homeopatía parece curar las enfermedades o aliviar sus síntomas incluso cuando los remedios en sí son inertes:: 155–167 
- Efecto placebo: el proceso de consulta intensiva y las expectativas en las preparaciones homeopáticas pueden causar este efecto.
- Efectos terapéuticos de la consulta — el cuidado, preocupación y consuelo que el paciente experimenta cuando se confía en un cuidador compasivo puede tener un efecto positivo en el bienestar del paciente.
- Sanación natural sin asistencia: el tiempo y la capacidad del cuerpo de sanarse sin intervención pueden eliminar muchas enfermedades espontáneamente.
- Tratamientos no identificados: pudo haber ocurrido una alimentación, ejercicio, agente ambiental o tratamiento para una enfermedad diferente.
- Regresión a la media: debido a que muchas enfermedades y condiciones son cíclicas, los síntomas varían en el tiempo y los pacientes tienden a buscar ayuda cuando el malestar es máximo; después pueden sentirse mejor de todas formas, pero debido a la simultaneidad de la visita al homeópata atribuyen la mejoría al remedio tomado.
- Tratamiento no homeopático: los pacientes también pueden recibir asistencia médica estándar al mismo tiempo que el tratamiento homeopático y ser el responsable de la mejoría el primero.
- Cese de tratamientos desagradables: a menudo los homeópatas recomiendan a sus pacientes abandonar tratamientos médicos tales como cirugía o fármacos, los que pueden causar efectos secundarios molestos; la mejoría es atribuida a la homeopatía cuando la causa real es el cese del tratamiento que causaba los efectos colaterales en primer lugar, pero la enfermedad subyacente permanece sin tratar y aún es un peligro para el paciente.

### Efectos en otros sistemas biológicos

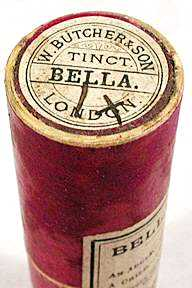
Antiguo remedio homeopático de belladona.

Mientras que algunos artículos han sugerido que las soluciones homeopáticas de alta dilución pueden tener efectos estadísticamente significativos en los procesos orgánicos como el crecimiento de grano, liberación de histamina por leucocitos y reacciones enzimáticas, tales evidencias son discutidas debido a que los intentos por replicarlos han fracasado.
En 1985, el inmunólogo francés Jacques Benveniste envió un artículo a la revista Nature en el tiempo en que trabajaba en el INSERM. Afirmó haber descubierto que los basófilos, un tipo de leucocito, liberaban histamina cuando eran expuestos a diluciones homeopáticas de anticuerpos anti-inmunoglobulina E. Los editores de la revista, escépticos de los resultados, solicitaron que el estudio fuese replicado en un laboratorio distinto. Luego de reproducirlo en cuatro laboratorios, el estudio fue publicado. Aún escépticos sobre las conclusiones, Nature organizó un equipo de investigación independiente para determinar la precisión de la investigación, consistente en el editor de Nature y físico sir John Maddox, el investigador de fraudes científicos estadounidense Walter Stewart y el escéptico James Randi. Luego de investigar las conclusiones y metodología del experimento, el equipo descubrió que los experimentos fueron «mal controlados estadísticamente» y «la interpretación había sido nublado por la exclusión de medidas en conflicto con la afirmación». Concluyó «Creemos que los datos experimentales han sido evaluados sin crítica y sus imperfecciones inadecuadamente informadas». James Randi dudó que hubiese habido algún fraude deliberado, pero los investigadores habían permitido que sus «ilusiones» influenciaran su interpretación de los datos.

### Ética y seguridad
Proveer remedios homeopáticos ha sido descrito como no ético. Michael Baum, profesor emérito de cirugía y profesor invitado de Humanidades médicas del University College de Londres (UCL), ha descrito a la homeopatía como un «cruel engaño».
Edzard Ernst, el primer Profesor de medicina complementaria del Reino Unido y exhomeópata, ha expresado su preocupación sobre los farmacéuticos que violan su código ético al fallar en proveer a sus pacientes de la «información relevante y necesaria» sobre la verdadera naturaleza de los productos homeopáticos que promocionan y venden:

Mi llamado es simplemente a la honestidad. Dejen a las personas comprar lo que quieran, pero díganles la verdad sobre lo que están comprando. Estos tratamientos son biológicamente inverosímiles y que los ensayos clínicos han demostrado que no hacen absolutamente nada en los seres humanos. El argumento de que esta información no es relevante o importante para los clientes es bastante y simplemente ridículo.

Los pacientes que eligen usar la homeopatía en lugar de la medicina basada en la evidencia se arriesgan a perder un diagnóstico oportuno y un tratamiento efectivo de enfermedades serias como el cáncer.

#### Reacciones adversas
Algunos remedios homeopáticos utilizan venenos como belladona, arsénico y hiedra venenosa que son altamente diluidos. Los ingredientes originales solo en raros casos están presentes en niveles detectables. Las reacciones adversas pueden deberse a una preparación inadecuada o una baja dilución intencional. Se ha informado de efectos adversos graves como epilepsias y muerte debido o asociado al uso de algunos remedios homeopáticos. Ha ocurrido casos de envenenamiento por arsénico luego del uso de preparaciones homeopáticas de arsénico. El gel nasal Zicam Cold remedy (Remedio para el resfriado Zicam), que contiene 2X (1:100) gluconato de zinc, habría causado que un pequeño porcentaje de sus consumidores perdieran su sentido del olfato. 340 casos llegaron a un arreglo extrajudicial en 2006 por USD 12 millones. En 2009, la Food and Drug Administration (FDA, Estados Unidos) recomendó dejar de usar tres descontinuados remedios para el resfrío Zicam debido a que podían causar un daño permanente al sentido del olfato de sus consumidores. Zicam fue lanzado al mercado sin un New Drug Application (NDA, Solicitud de nuevo medicamento) bajo una cláusula en el Manual de la política de cumplimiento de la FDA llamada «Condiciones bajo las que los medicamentos homeopáticos pueden comercializarse» (CPG 7132.15). No obstante, la FDA advirtió a Matrixx Initiatives, su fabricante, mediante una Notificación de advertencia que esta política no aplicaba cuando existía un riesgo de salud para los consumidores.
Una revisión de 2000 informó que los productos homeopáticos "improbablemente provoquen reacciones adversas graves". En 2012, una revisión sistemática de la evidencia sobre los posibles efectos adversos de la homeopatía concluyó que «la homeopatía tiene el potencial de dañar a los pacientes y consumidores tanto en formas directas como indirectas». Edzard Ernst, uno de los investigadores, complementó el artículo en su blog escribiendo: «Lo he dicho a menudo y lo digo de nuevo: si se usa como una alternativa a una cura efectiva, incluso el tratamiento más “inocuo” puede convertirse en una amenaza para la vida».

#### Carencia de eficacia
La falta de evidencia científica convincente que respalde su eficacia y el uso de remedios sin ningún ingrediente activo han causado caracterizaciones de pseudociencia y charlatanería, o, en las palabras de una revisión médica de 1998, «terapia placebo en el mejor de los casos y charlatanería en el peor». El Director médico de Inglaterra, Dame Sally Davies, ha dicho que los remedios homeopáticos son «basura» y no sirven para nada más que placebo. Jack Killen, subdirector interino del Centro Nacional de Medicina Complementaria y Alternativa, dijo que la homeopatía «va más allá de toda comprensión actual de la química y la física». Agregó: «No existe, a mi saber, enfermedad para la cual se haya probado que la homeopatía sea un tratamiento efectivo». Ben Goldacre dijo que los homeópatas que tergiversan la evidencia científica para un público científicamente analfabeto se han «autoexcluido de la medicina académica y toda crítica se ha enfrentado demasiado a menudo con evasión en lugar de debate». Los homeópatas frecuentemente prefieren ignorar los metaanálisis en favor de una selección falaz de resultados positivos, tales como promocionar un estudio observacional particular (uno que Goldacre describe como «un poco más que una encuesta de satisfacción del consumidor») como si este fuese mucho más informativo que una serie de ensayos controlados aleatorizados.
Refiriéndose específicamente a la homeopatía, el Comité de Ciencia y Tecnología de la Cámara de los Comunes del Reino Unido declaró:

A nuestro ver, las revisiones sistemáticas y los metaanálisis demuestran concluyentemente que los productos homeopáticos no se desempeñan mejor que placebos. El Gobierno comparte nuestra interpretación de la evidencia.

En el parecer del Comité, la homeopatía es un tratamiento placebo y el Gobierno debería tener una política sobre prescribir placebos. El Gobierno es reluctante a abordar la procedencia y ética de prescribir placebos a los pacientes, lo que usualmente depende de algún grado de engaño al paciente. La prescripción de placebos no es consistente con la elección del paciente informado, que el Gobierno asegura que es muy importante, ya que significa que los pacientes no tienen toda la información necesaria para tomar una decisión significativa.

Más allá de los problemas éticos y la integridad de la relación médico-paciente, prescribir puros placebos es una mala medicina. Su efecto no es de fiar e impredecible y no puede formar el fundamento exclusivo de ningún tratamiento en el NHS [Sistema Nacional de Salud].

El Centro Nacional de Medicina Complementaria y Alternativa del National Institutes of Health (Estados Unidos) declaró:

La homeopatía es un tema controvertido en la investigación de la medicina complementaria. Varios de los conceptos claves de la homeopatía no son consistentes con los conceptos fundamentales de la química y la física. Por ejemplo, no es posible explicar en términos científicos cómo un remedio que contiene poco o ningún ingrediente activo pueda tener algún efecto. Esto, a su vez, crea grandes retos a la investigación clínica rigurosa de los remedios homeopáticos. Por ejemplo, uno no puede confirmar que un remedio extremadamente diluido contiene lo que se nombra en la etiqueta, o desarrollar mediciones objetivas que muestren efectos de remedios extremadamente diluidos en el cuerpo humano.

#### Alternativa al tratamiento médico
En el ámbito clínico, los pacientes que eligen usar homeopatía en lugar de medicina científica corren el riesgo de perder un diagnóstico precoz y un tratamiento efectivo, de este modo empeorando las consecuencias de enfermedades graves. Críticos de la homeopatía citan casos de pacientes homeopáticos que rechazaron recibir un correcto tratamiento para enfermedades que fácilmente podrían haber sido diagnosticadas y tratadas con medicina basada en evidencia y que han muerto como consecuencia, además de la «práctica de mercadotecnia» de criticar y quitar importancia a la efectividad de la medicina científica. Los homeópatas afirman que el uso de medicinas convencionales «empujará la enfermedad más profundo» y causará enfermedades más graves, un supuesto proceso llamado «represión». Algunos homeópatas, especialmente aquellos que no son médicos, desaconsejan la vacunación. Algunos sugieren reemplazarla con «nosode», producto homeopático creado a partir de material biológico como pus, tejido infectado, bacilo de esputo o, en el caso de «nosodes intestinales», heces. Mientras que Hahnemann se opuso a tales preparaciones, los homeópatas contemporáneos a menudo los usan aunque no existe evidencia que indique efecto benéfico alguno. Se han identificado casos de homeópatas desaconsejando el uso de medicamentos antimalaria. Esto expone a los viajeros al trópico que siguen la recomendación en peligro grave, puesto que los remedios homeopáticos son completamente inefectivos contra el parásito de la malaria.
En un caso de 2004 un homeópata indicó a uno de sus pacientes que dejara de tomar la medicación convencional para una afección cardíaca. El 22 de junio de ese año le aconsejó: «Abandona todos los medicamentos, incluidos los homeopáticos». Dos meses después, alrededor del 20 de agosto, insistió en que ya no necesitaba seguir su tratamiento médico. El 23 de agosto, agregó «Simplemente no puede tomar ningún fármaco. Le he sugerido algunos remedios homeopáticos. [...] Me siento seguro de que si sigue la recomendación recuperará su salud». La paciente fue ingresada al hospital al día siguiente, donde murió ocho días después. El diagnóstico final fue «fallo cardíaca aguda debido a suspensión del tratamiento».
En 1978, George Vithoulkas afirmó que si se traba la sífilis con antibióticos, esta se desarrollaría en una sífilis secundaria y terciaria con compromiso del sistema nervioso central. Anthony Campbell, entonces un médico especialista de la Royal London Homeopathic Hospital, replicó «El profano desafortunado podría ser bien engañado por la retórica de Vithoulkas en rehusarse a seguir el tratamiento ortodoxo». Los dichos de Vithoulkas difundieron la idea de que tratar una enfermedad con medicamentos solo la conducirá más profundo en el cuerpo. Esto está en conflicto con los estudios científicos, que indican que el tratamiento con penicilina produce una cura completa de la sífilis en más del 90 % de los casos.
Una revisión de 2006 por W. Steven Pray de la Facultad de farmacia de la Southwestern Oklahoma State University recomendó que las facultades de farmacología incluyan una asignatura obligatoria sobre medicaciones y tratamientos sin evidencia, promover la discusión de dilemas éticos inherentes en recomendar productos sin garantía de seguridad y eficacia y que se debería enseñar a los estudiantes dónde los sistemas sin probar, como la homeopatía, se apartan de la medicina basada en la evidencia. En un artículo titulado «¿Deberíamos mantener una mente abierta a la homeopatía?» publicada en la American Journal of Medicine, Michael Baum y Edzard Ernst escribieron que «La homeopatía está entre los peores ejemplos de medicina basada en la fe. [...] Estos axiomas [de la homeopatía] no son solo están fuera de tono de los hechos científicos, sino que también se les oponen directamente. Si la homeopatía es correcta, mucha de la física, química y farmacología debe ser incorrecta».
En 2013 sir Mark Walport, el nuevo consejero científico principal del Gobierno de Reino Unido y cabeza de la Oficina de gobierno para la ciencia, dijo sobre la homeopatía: «Mi parecer científico es absolutamente claro: la homeopatía es una tontería, es aciencia. Mi asesoría a los ministros es clara: que no existe ciencia en la homeopatía. Lo máximo que puede tener es un efecto placebo. Es entonces una decisión política si gastan dinero en ella o no». Su predecesor, el profesor sir John Beddington, respecto a su opinión sobre la homeopatía «fundamentalmente ignorada» por el gobierno, dijo: «La única [opinión siendo ignorada] que podría concebir es la homeopatía, que está loca. No tiene respaldo de bases científicas. De hecho toda la ciencia señala al hecho de que no es para nada sensato. La clara evidencia está diciendo que está equivocada, pero la homeopatía aún es usada en el NHS [Sistema Nacional de Salud]».

## Regulación y prevalencia

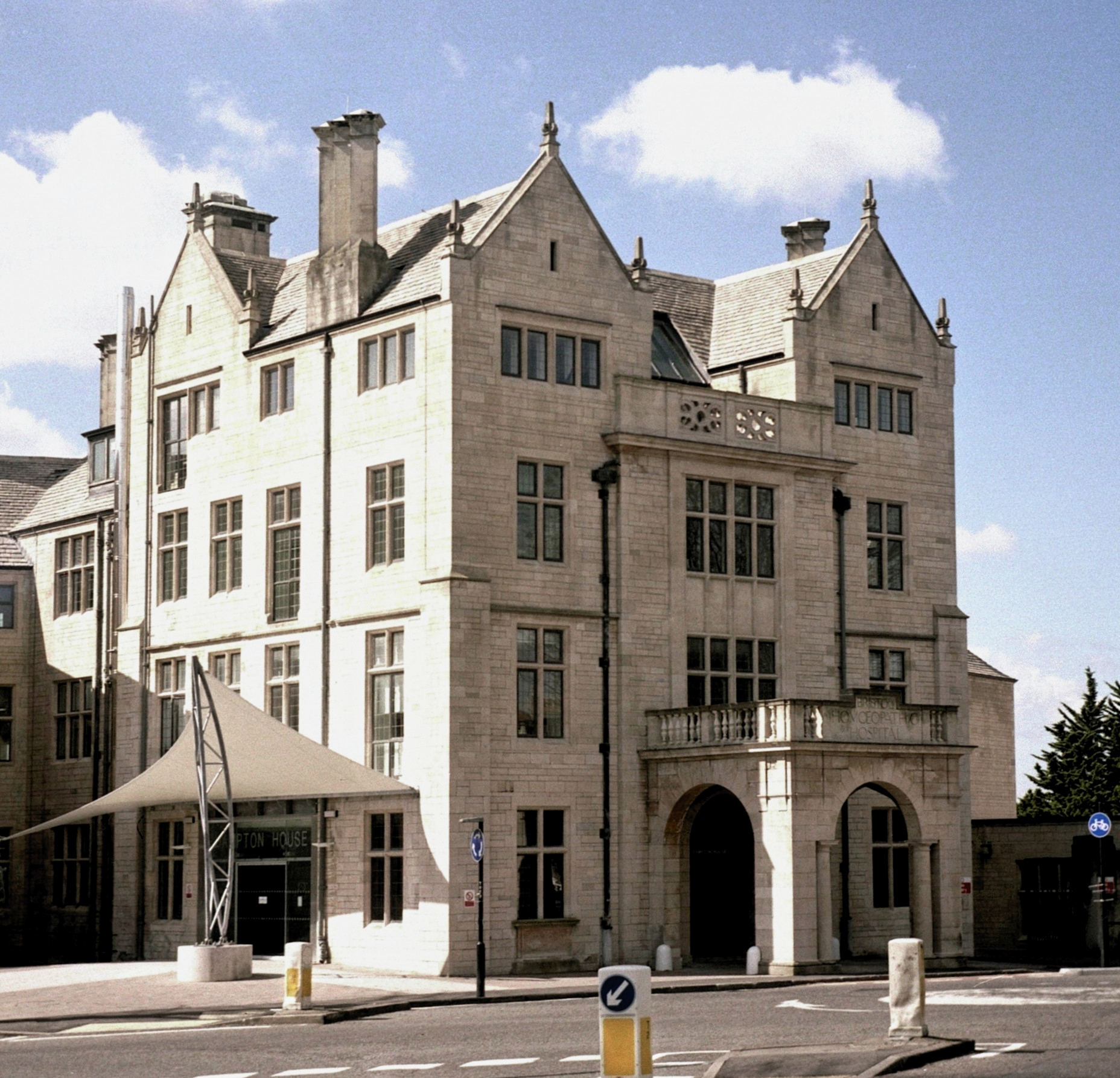
Hampton House, el antiguo emplazamiento del Hospital Homeopático de Brístol, el último hospital homeopático restante en el Servicio Nacional de Salud británico.

La homeopatía es bastante común en algunos países, mientras que en otros es poco común; está altamente regulada en algunos y prácticamente sin regulación en otros. Se practica en todo el mundo y se necesitan cualificaciones profesionales y licencias en la mayoría de los países. En algunos países no existen normas legales específicas relativas a la práctica de la homeopatía, mientras que en otros se requiere un título de medicina científica o una licencia otorgados por universidades acreditadas. En Alemania, para convertirse en un homeópata, uno debe asistir a un programa de formación de tres años, mientras que Francia, Austria y Dinamarca exigen licencias para diagnosticar cualquier enfermedad o dispensar cualquier producto cuyo propósito es tratar una enfermedad.
Algunos tratamientos homeopáticos están cubiertos por los servicios de salud pública de varios países europeos, entre ellos Francia, el Reino Unido, Dinamarca y Luxemburgo. En otros países, como Bélgica, la homeopatía no está cubierta. En Austria, el servicio de salud pública requiere una prueba científica de efectividad para reembolsar tratamientos médicos y la homeopatía está catalogada como no reembolsable, pero se pueden hacer excepciones; las pólizas de seguros de salud privados a veces incluyen el tratamiento homeopático. El gobierno suizo, después de un ensayo de 5 años, retiró la cobertura de la homeopatía y otros cuatro tratamientos complementarios en 2005 al afirmar que no cumplían con los criterios de eficacia y coste-efectividad, pero tras un referéndum en 2009 las cinco terapias han sido reintegrados por un período de prueba adicional de 6 años a partir de 2012.

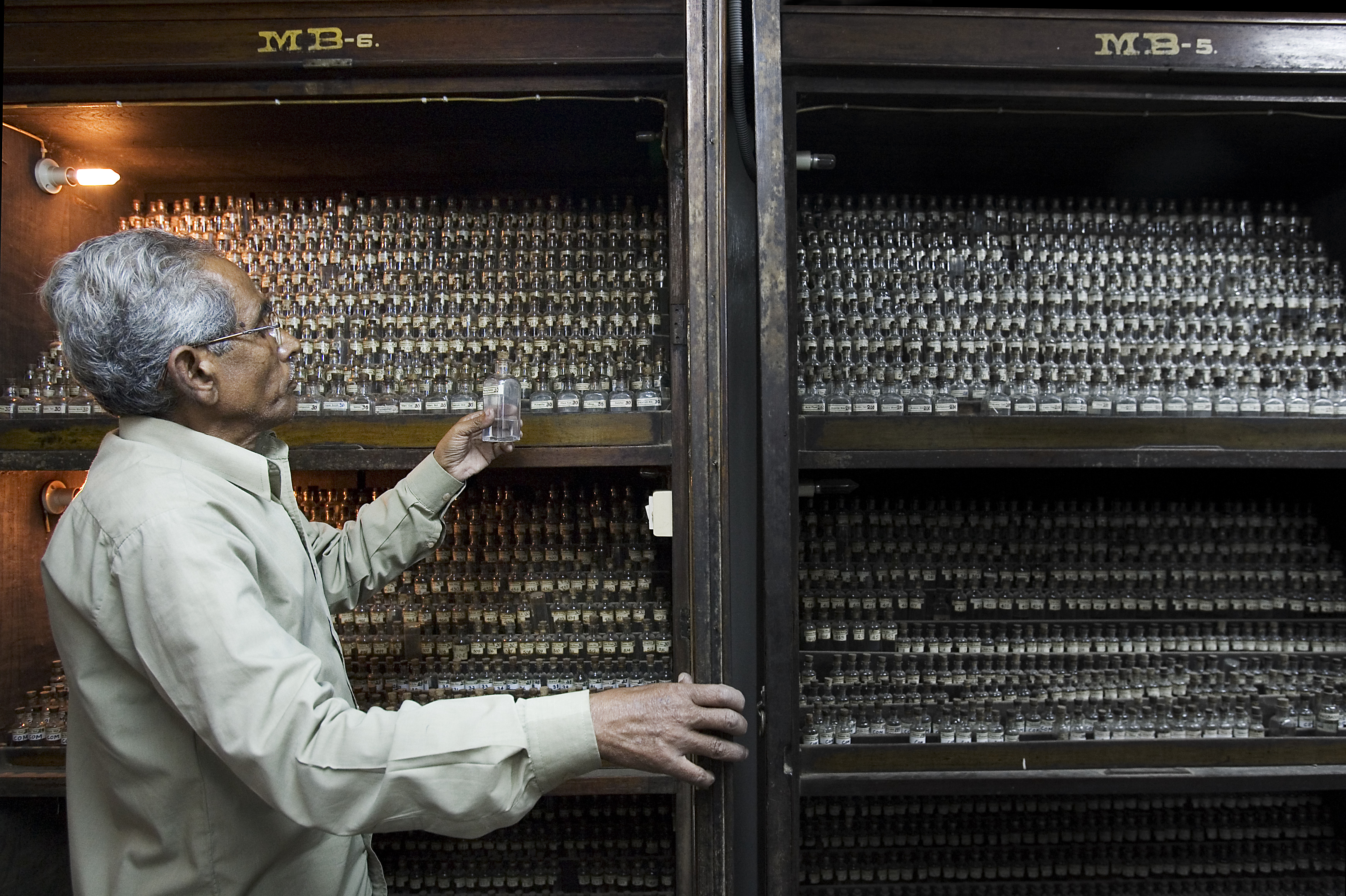
Remedios en una farmacia homeopática en Benarés, India.

El gobierno indio reconoce la homeopatía como una de sus sistemas nacionales de medicina; se ha establecido AYUSH o el Departamento de Ayurveda, Yoga y Naturopatía, Unani, Siddha y Homeopatía en el marco del Ministerio de Salud y Bienestar Familiar. El Consejo Central de Homeopatía fue establecido en 1973 para supervisar la educación superior de la homeopatía y el Instituto Nacional de la Homeopatía en 1975. Se requiere un mínimo de un diploma en homeopatía acreditado y la inscripción en un registro estatal o el Registro Central de Homeopatía para practicar la homeopatía en la India.

## Oposición pública
En Estados Unidos, el presidente de la National Council Against Health Fraud (Consejo nacional contra el fraude en salud) dijo que «La homeopatía es un fraude perpetrado contra el público con las bendiciones del gobierno, gracias al abuso de poder político del senador Royal Copeland [principal promotor de la Food, Drug, and Cosmetic Act, 1938]».
Se han vuelto populares las parodias de «sobredosis» de los preparados homeopáticos por individuos o grupos mediante «suicidios homeopáticos» desde que James Randi empezó a tomar botellas enteras de píldoras somníferas homeopáticas antes de dar sus charlas. En 2010 The Merseyside Skeptics Society del Reino Unido lanzó la campaña 10:23, que alentaba a realizar sobredosis colectivas en público. En 2011 esta se expandió y participaron 69 grupos, de los cuales 54 subió grabaciones del proceso. En abril de 2012, en la conferencia SkeptiCal en Berkeley, más de 100 personas participaron en una sobredosis masiva de coffea cruda, preparado homeopático que supuestamente alivia el insomnio.
Las organizaciones educaciones y sin fines de lucro Center for Inquiry (CFI) y la asociada Committee for Skeptical Inquiry (CSI) demandaron a la Food and Drug Administration (FDA, Estados Unidos), criticando a Boiron por tergiversar el etiquetado y la publicidad de Oscillococcinum. CFI en Canadá hizo un llamado a los consumidores que se sintieron dañados por productos homeopáticos para que los contactaran.
En agosto de 2011, una demanda colectiva fue presentada contra Boiron en representación de «todos los residentes de California que han comprado Oscillo en cualquier día de los últimos 4 años». Los cargos fueron que «no es nada más que una píldora de azúcar», «a pesar de publicitar falsamente que contenía un ingrediente activo reconocido para tratar los síntomas de la gripe».
La reportera Erica Johnson del programa Marketplace de la CBC News dirigió una investigación sobre la industria homeopática canadiense. Sus conclusiones fueron que está «basada en ciencia defectuosa y pensamiento realmente chiflado». Escépticos del Center for Inquiry (CFI) participaron de una sobredosis colectiva frente a una sala de emergencias en Vancouver, B.C., tomando botellas enteras de «medicamentos» que les debería haber provocado adormecimiento, náuseas o muerte. Luego de 45 minutos de observación no se manifestó ningún efecto adverso. Johnson les pidió a los homeópatas y sus representantes corporativos curas para el cáncer y afirmaciones de vacunación. Todos informaron de resultados positivos, pero ninguno pudo ofrecer un respaldo científico a sus afirmaciones, solo que «funciona». Johnson fue incapaz de encontrar alguna evidencia de que los preparados homeopáticos contuviesen algún ingrediente activo. Los análisis realizados en el Departamento de química de la Universidad de Toronto hallaron que el ingrediente activo era tan pequeño que «es equivalente a cinco mil de millones de veces más pequeño que la cantidad de aspirina [...] de una sola píldora». La belladona y la ipecacuana «serían indistinguibles la una de las otra en un ensayo ciego».